# Bad Vilbeler Markt

Feuerwerk anlässlich des Marktes 2007

Der Bad Vilbeler Markt ist das größte Volksfest in der hessischen Wetterau. Der Markt, der auf dem Festplatz in Bad Vilbel stattfindet, beginnt jedes Jahr am Samstag vor dem 3. Sonntag im August und geht über neun Tage. (Davon ist allerdings nur an sieben Tagen Spielbetrieb, Mittwoch und Donnerstag bleibt der Markt geschlossen.) Erstmals wurde das Fest im Jahr 1820 erwähnt.
Die Einwohnerschaft wird in die Gestaltung des Marktes mit einbezogen. So findet am Samstag vor der Eröffnung des Marktes ein großer Festzug durch die Innenstadt zum Festplatz statt, an dem viele Vereine und Gruppierungen teilnehmen. Am ersten Sonntag gestaltet die ev. Kirchengemeinde für Einwohner und Schausteller einen Gottesdienst. Montag Nachmittag ist Kindernachmittag, an dem Spiele, Theater und Auftritte der Kinder stattfinden. Der immer dienstags stattfindende Viehmarkt (Bezirkstierschau) ist immer wieder ein besonderer Publikumsmagnet. Die heimischen Tierzüchter präsentieren Rinder, Pferde, Schafe, Ziegen, Geflügel, Kaninchen und Kühe. Freitag ist Kindertag mit verbilligten Preisen der Fahrgeschäfte. An diesem Nachmittag wird den Senioren im Festzelt ein bunter Nachmittag geboten. Der Abend der Vereine samstags unterhält die Besucher und gibt einen Einblick in die Arbeit der Vereine. Sonntag Nachmittag können die Bad Vilbeler bei einer Freiverlosung Reisen gewinnen und spät abends findet ein großes Feuerwerk statt.